# West Chester University
La West Chester University è università pubblica fondata nel 1871 a West Chester, Pennsylvania, Stati Uniti.
È stato istituito nel 1871 con l'istituzionalizzazione dell'istruzione superiore nello stato della Pennsylvania. Attualmente, ci sono 17.719 studenti che studiano in 6 college e 1 scuola professionale. Ci sono 118 bachelor, 103 master e 4 dottorati programmi all'università. I suoi campus principali si trovano a Filadelfia e West Chester.
L'università è accreditata dall'autorità governativa, la Commissione per l'istruzione superiore degli Stati centrali. Inoltre, l'istituto di istruzione superiore fa parte del sistema di istruzione superiore della Pennsylvania. Secondo la classifica del 2019 della rivista Forbes, la West Chester University è tra le prime 150 università pubbliche degli Stati Uniti. Nello stesso anno, nella classifica organizzata dalla rivista US News, la West Chester University si è classificata al 17º posto su 1.400 università negli stati settentrionali degli Stati Uniti.
Alumni della West Chester University includono la First Lady degli Stati Uniti Jill Biden e l'ex vice ammiraglio Brian Peterman.